# SFRS2
SFRS2‏ (Serine/arginine-rich-splicing factor 2) هوَ بروتين يُشَفر بواسطة جين SFRS2 في الإنسان.